# ملیساند طرابلس
ملیساند طرابلس دختر هودیرنا، کنتس طرابلس و ریمون دوم، کنت طرابلس و خواهر ریمون سوم، کنت طرابلس بود.
با قتل پدرش، برادرش ریمون به قدرت رسید. روابط آنها صمیمی و نزدیک بود. ریمون در تلاش بود تا ازدواج امپراتور بیزانس، مانوئل یکم، را با خواهرش ترتیب دهد اما با مانوئل در با ماریا انطاکیه ازدواج کرد. ریمون در پاسخ به این اتفاق، در سال ۱۱۶۱، دزدان دریایی را اجیر کرد تا با کمک آنها به خطوط ساحلی امپراتوری بیزانس حمله کند.